# اولیروس
اولیروس (به اسپانیایی: Oleiros) یکی از دهستان‌های اسپانیا است.

## خصوصیات
اولیروس ۴۳٫۸۷ کیلومترمربع مساحت و ۳۳٬۵۵۰ نفر جمعیت دارد.